# Giovan Leonardo Primavera
Pour les articles homonymes, voir Primavera.
Giovan Leonardo Primavera, né vers 1540 et mort en 1585, est un compositeur et poète italien de la Renaissance. 

## Biographie
Né à Barletta, il a exercé l'essentiel de son activité à Naples, tout en ayant séjourné plus ponctuellement dans d'autres villes italiennes, dont Venise, Milan et Loreto,.
Il a principalement composé des madrigaux et des napolitane à trois voix. Ses œuvres sont des adaptations de textes écrits par des poètes tels que Pétrarque, Sannazaro et Tansillo, ou bien, pour quelques-uns d'entre eux, par lui-même.
Sa pièce majeure est Nasce la gioja mia, madrigal ayant par la suite inspiré Palestrina pour une messe parodie.
Primavera était un ami du compositeur Carlo Gesualdo, auquel il a dédicacé son dernier recueil de madrigaux,.